# UMMC Jekaterinenburg

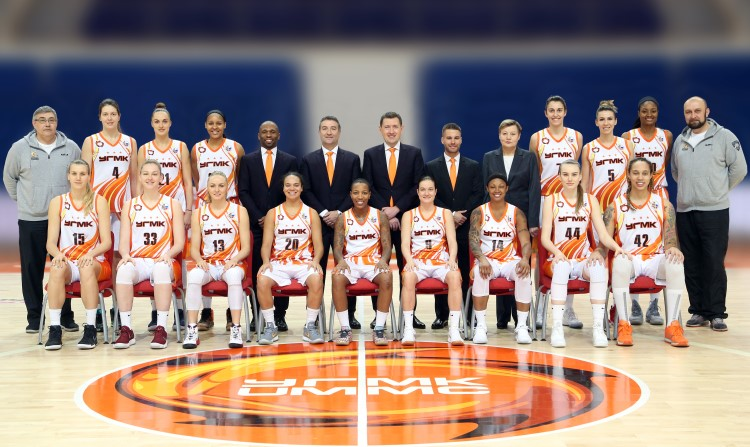
Basketbalspelers van de club in 2018.

Ural Mountain Metallurgical Company Jekaterinenburg (Russisch: Уральская горно-металлургическая компания Екатеринбург) is een damesbasketbalteam uit Jekaterinenburg, Rusland dat uitkomt in FIBA’s EuroLeague Women en in de Russische superliga. Van 2009 t/m 2018 hadden ze ook een eigen toernooi: de UMMC Cup. Dat was een jaarlijks basketbaltoernooi dat in de herfst wordt gehouden in Jekaterinenburg.

## Geschiedenis

### Sovjet-Unie
In 1938 werd de club opgericht als Zenit Sverdlovsk door de Mijnbouw-Metallurgisch bedrijf van de Oeral. In 1958 fuseerde Zenit met Avangard tot Troed. In 1960 veranderde de naam in Oeralmasj. Sinds 1964 speelde het team in de Premjer Liga van het USSR kampioenschap. In 1973 en 1974 behaalde het team hun grootste succes met twee keer een derde plaats. In 1973 onder coach Anatoli Novikov en in 1974 onder coach Galina Sjalimova. De belangrijkste spelers waren Olga Korosteljova, Ljoedmila Edeleva, Ljoedmila Sjvetsova en Nelli Fominych.

### Rusland
In 2000 werd de naam Oeralmasj-UMMC. Een jaar later na dat Oeralmasj samen ging met OMZ, veranderde de naam in UMMC Jekaterinenburg. Na het uiteen vallen van de Sovjet-Unie, werd UMMC een van de sterkste teams van Rusland. Ze werden achttien keer kampioen van Rusland, wonnen de beker twaalf keer en vier keer de supercup. Ze wonnen de finale van de EuroLeague Women in 2003 tegen USV Olympic uit Frankrijk met 82-80. De finale werd gehouden in het Palais des sports du Prado in Bourges, Frankrijk. Een van de sterspeelsters was de Belgische speelster Ann Wauters. Hun grote rivaal in die tijd was Sparta&K Oblast Moskou Vidnoje. In de EuroLeague was de ploeg uit Moskou altijd net even sterker. In het seizoen 2007/08, 2008/09 en 2009/10 werd UMMC door Sparta&K in de halve finale uitgeschakeld. In het seizoen 2010/11 moest het gaan gebeuren voor UMMC. De Final Four zouden gehouden worden in hun thuis stad Jekaterinenburg. In de halve finale ging het weer mis tegen Sparta&K. Ze verloren met 43-54. In het seizoen 2012/13 stond UMMC eindelijk weer in de finale van de EuroLeague Women. Ze wonnen van Fenerbahçe uit Turkije met 82-56. De finale werd gehouden in het Sportpaleis Oeralotsjka, Jekaterinenburg. Ook won UMMC de FIBA Europe SuperCup Women door te winnen van Dinamo Moskou uit Rusland met 72-63. In 2015 verloor UMMC de finale om de EuroLeague Women van ZVVZ USK Praag uit Tsjechië met 68-72. De finale werd gespeeld in de Královka Arena in Praag. Ook verloor UMMC de finale om de FIBA Europe SuperCup Women van ZVVZ USK Praag met 91-93. In 2016 stond UMMC weer in de finale van de EuroLeague Women. Nu met speelster Emma Meesseman uit België. Ze speelde de finale in de Ülker Sports Arena in Istanbul tegen Nadezjda Orenburg uit Rusland. UMMC won die finale met 72-69. In 2016 won UMMC ook de FIBA Europe SuperCup Women van ESB Villeneuve-d'Ascq uit Frankrijk met 66-63. Na de komt van de Spaanse succes coach Miguel Méndez won UMMC in 2018 voor de vierde keer de finale om de EuroLeague Women. Ze wonnen van Sopron Basket uit Hongarije met 72-53. De finale was in de Aréna Sopron in Sopron. In 2018 won UMMC ook de FIBA Europe SuperCup Women van Galatasaray uit Turkije met 79-40. In 2019 won UMMC voor de vijfde keer de finale om de EuroLeague Women. Ze wonnen van Dinamo Koersk uit Rusland met 91-67. De finale was weer in de Aréna Sopron in Sopron. In 2019 won UMMC voor de vierde keer de FIBA Europe SuperCup Women. Ze wonnen van Nadezjda Orenburg met 87-67. In 2021 won UMMC voor de zesde keer de finale om de EuroLeague Women. Ze wonnen van Perfumerías Avenida uit Spanje met 78-68. De finale was in de Volkswagen Arena in Istanbul. In 2021 verloor UMMC de finale om de FIBA Europe SuperCup Women van Valencia BC uit Spanje met 68-75.
Als een reactie op de Russische invasie van Oekraïne in 2022, werden de Russische clubs, UMMC Jekaterinenburg, Dinamo Koersk en MBA Moskou op 28 februari 2022 uit de EuroLeague Women competitie gezet. De buitenlandse spelers Courtney Vandersloot, Allie Quigley, Jonquel Jones en Alba Torrens verlieten het team.
Zeven dagen eerder, op 17 februari, werd UMMC-speler en Amerikaans tweevoudig Olympisch kampioen Brittney Griner in Rusland gearresteerd wegens drugsbeschuldigingen door de Russische Federale Veiligheidsdienst (FSB). Griner werd gearresteerd toen zij terugkeerde naar Rusland om bij UMMC Jekaterinburg te spelen. In juli 2022 werd gemeld dat de teamcaptain en clubdirecteur van Griner namens haar hadden getuigd tijdens een van de verschillende hoorzittingen, waarbij ze samen met speler Jevgenia Beljakova in een besloten hoorzitting getuigden van haar goede karakter. Vanuit het buitenland prees Diana Taurasi de steun. Op 4 augustus 2022 werd Griner veroordeeld tot 9 jaar gevangenisstraf en er bestond bezorgdheid dat Rusland haar zou gijzelen als reactie op de westerse sancties die tegen Rusland waren opgelegd als reactie op de Russische invasie. Uiteindelijk werd ze op 8 december vrijgelaten tijdens een gevangenenruil voor de Russische wapenhandelaar Viktor Boet, die 10 jaar van een gevangenisstraf van 25 jaar had uitgezeten.

## Mascotte van de club

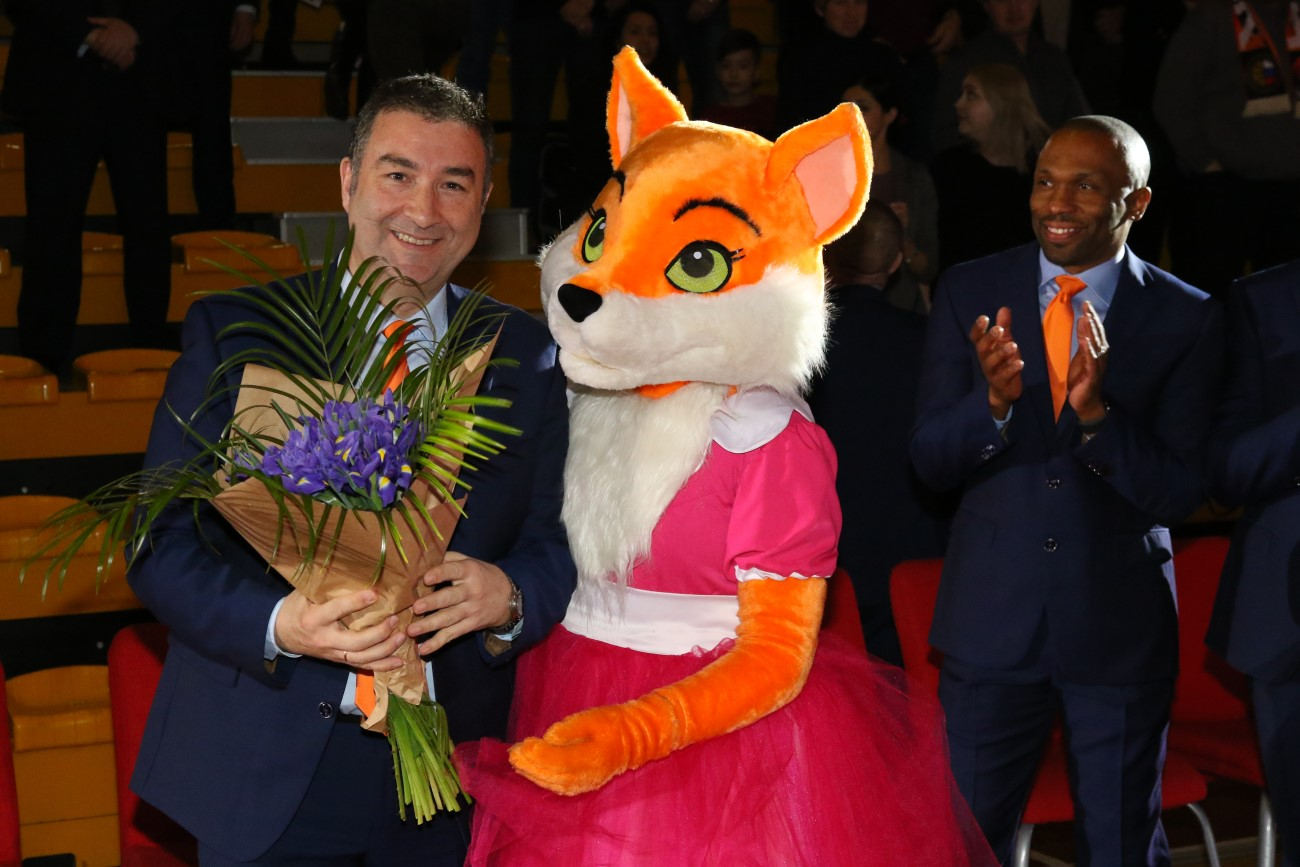
mascotte Masha.

Op 9 februari 2004 kreeg de club een mascotte. Het was een vos uit de Jekaterinenburg Zoo. De naam van de vos is Masha. De mascotte werd een vos omdat een oud speelster van de club Olga Korosteljova in het nationale team van de Sovjet-Unie, vanwege haar sluwheid, de vos werd genoemd. De vos met de naam Masha is officieel 'ingeschreven' in het team. Bij de 'adoptie'-ceremonie kreeg Masha, in de persoon van vertegenwoordigers van de dierentuin, de trui van het UMMC-team onder het symbolische nummer één. Een speciale plaat is op het verblijf geïnstalleerd.

## Resultaten

### Staafdiagram
Het cijfer in iedere staaf is de bereikte positie aan het eind van de competitie.
| 4 |

| 4 |

| 3 |

| 4 |

| 3 |

| 2 |

| 3 |

| 2 |

| 2 |

| 2 |

| 1 |

| 1 |

| 2 |

| 3 |

| 2 |

| 3 |

| 3 |

| 1 |

| 1 |

| 1 |

| 1 |

| 1 |

| 1 |

| 1 |

| 1 |

| 1 |

| 1 |

| 1 |

| 1 |

| 1 |

| 2 |

| 1 |

| 1 |

| 1 |

| Landskampioen Rusland |

| Landskampioen Rusland |

## Erelijst
- Landskampioen Sovjet-Unie:
  - Derde: 1973, 1974
- Landskampioen Russische SFSR: 10

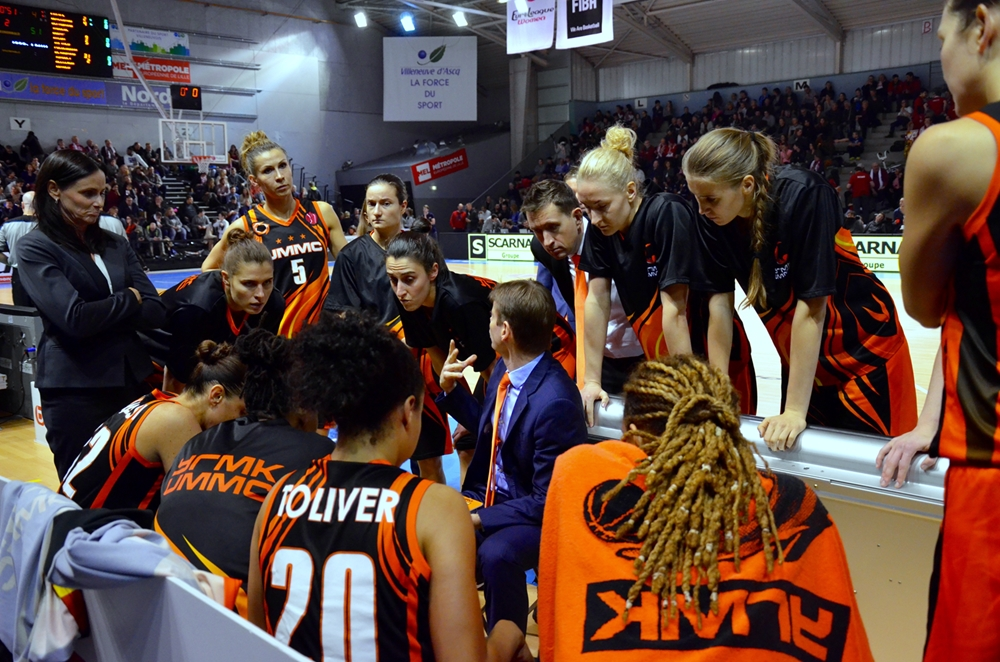
UMMC Jekaterinenburg 7 december 2016.

UMMC wint FIBA Europe SuperCup Women 2018.

  - Winnaar: 1948, 1957, 1958, 1962, 1965, 1966, 1968, 1970, 1973, 1987
- Landskampioen Rusland: 18
  - Winnaar: 2002, 2003, 2009, 2010, 2011, 2012, 2013, 2014, 2015, 2016, 2017, 2018, 2019, 2020, 2021, 2023, 2024, 2025
  - Tweede: 1997, 1999, 2000, 2001, 2004, 2006, 2022
  - Derde: 1994, 1996, 1998, 2005, 2007, 2008
- Bekerwinnaar Rusland: 12
  - Winnaar: 2005, 2009, 2010, 2011, 2012, 2013, 2014, 2017, 2019, 2023, 2024, 2025
  - Runner-up: 2004, 2006, 2008, 2020
- RFB Super Cup: 4
  - Winnaar: 2021, 2022, 2023, 2024
- EuroLeague Women: 6 
  - Winnaar: 2003, 2013, 2016, 2018, 2019, 2021
  - Runner-up: 2015
- FIBA Europe SuperCup Women: 4
  - Winnaar: 2013, 2016, 2018, 2019
  - Runner-up: 2015, 2021
- FIBA Women's World League:
  - Derde: 2003, 2007
- Triple Crown: 2
  - Winnaar: 2013, 2019
- UMMC Cup: 6
  - Winnaar: 2012, 2013, 2014, 2015, 2016, 2018
  - Runner-up: 2009, 2017
- Memorial Małgorzata Dydek: 1
  - Winnaar: 2011

## Bekende (oud-)spelers

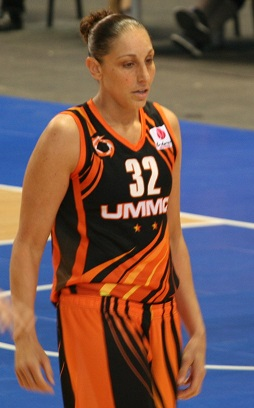
Diana Taurasi.

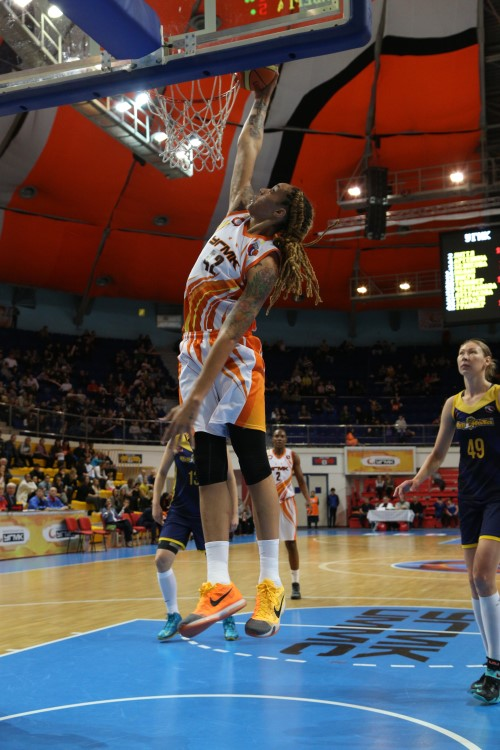
Brittney Griner.

| - - Marina Boermistrova - - Viktoria Dmitriejeva - - Ljoedmila Edeleva - - Nelli Fominych - - Ljoedmila Konovalova - - Olga Korosteljova - - Tatjana Larina - - Galina Sjalimova - - Ljoedmila Sjvetsova - Svetlana Abrosimova - Natalja Anojkina - Anna Archipova - Olga Artesjina - Jelena Baranova - Jelena Beglova - Jevgenia Beljakova - Olga Firsova - Ljoedmila Foertseva - Natalja Gavrilova - Diana Goestilina | - Jelena Gogija - Vera Goloebeva - Jelena Karpova - Maria Kljoendikova - Marina Koezina - Jelena Koezmina - Jelizaveta Komarova - Anastasia Olairi Kosu - Darja Levtsjenko - Ksenia Levtsjenko - Zjosselina Maiga - Nadezjda Marilova - Raisa Moesina - Irina Osipova - Anna Petrakova - Tatjana Petroesjina - Tatjana Popova - - Oksana Rachmatoelina - Albina Razjeva - Tatjana Rebtsovskaja | - Darja Repnikova - Anastasia Sjilova - Olga Sjoenejkina - Maria Stepanova - Aleksandra Stoljar - Jekaterina Sytnjak - - Ksenia Tichonenko - Viktoria Tretjakova - Maria Tsjerepanova - Tatjana Vidmer - - Natalja Vieru - Natalja Vodopjanova - Jelena Volkova - Oksana Zakaljoechnaja - Suzy Batkovic - Kristi Harrower - Penny Taylor - - Jonquel Jones - Emma Meesseman - Ann Wauters | - Céline Dumerc - Sandrine Gruda - Audrey Sauret - Anete Jēkabsone-Žogota - Agnė Abromaitė-Čiudarienė - Agnieszka Bibrzycka - Małgorzata Dydek - Ewelina Kobryn - Ticha Penicheiro - Milica Dabović - Tina Krajišnik - Nika Barič - Silvia Domínguez - Sancho Lyttle - Alba Torrens - - Allie Quigley - - Alex Bentley - Sue Bird - Yolanda Griffith - Brittney Griner | - Crystal Langhorne - Kayla McBride - DeLisha Milton-Jones - Maya Moore - - Deanna Nolan - Candace Parker - Cappie Pondexter - Breanna Stewart - Diana Taurasi - - Kristi Toliver - - Courtney Vandersloot - Lindsay Whalen - Alena Levtsjanka - Volha Padabed - Maryja Papova |

## Bekende (oud-)coaches
- Anatoli Novikov (1968-1974)
- - Galina Sjalimova (1974-1985)
- - Vladimir Koloskov (1986-1988)
- Aleksandr Kandel (1991-1996)
- Vladimir Koloskov (1996-2002)
- Zoran Višić (2002-2006)
- Milan Veverka (2006-2007)
- Olga Korosteljova (2007)(Intrim)
- Laurent Buffard (2007-2008)
- Gundars Vētra (2008-2011)
- Algirdas Paulauskas (2011-2012)
- Olaf Lange (2012-2017)
- Miguel Méndez (2017-2022)
- Dmitri Donskov (2022-heden)

## Teruggetrokken nummers onder de bogen van Sportpaleis Oeralotsjka
| UMMC Jekaterinenburg "Gepersonaliseerde" nummers |                       |         |                      |           |
| Nr                                               | Speler                | Positie | Loopbaan             | Ceremonie |
| 4                                                | Jelena Koezmina       | PF      | 1992-1998, 2002-2003 | [ 20 ]    |
| 6                                                | - Olga Korosteljova   | SG      | 1969-1994            | [ 20 ]    |
| 9                                                | - Ljoedmila Sjvetsova | C       | 1964-1992            | [ 20 ]    |
| 10                                               | Penny Taylor          | SF      | 2007-2009            | [ 21 ]    |
| 12                                               | Diana Goestilina      | PF      | 1998-2005            | [ 20 ]    |
| 15                                               | Anna Archipova        | SG      | 1992-1997, 2002-2004 | [ 20 ]    |
| 33                                               | Yolanda Griffith      | C       | 2003-2004, 2005-2006 | [ 20 ]    |

## In Europa

### Europese finales
UMMC is een van de succesvolste clubs ooit in Europees verband. Het won zesmaal de EuroLeague Women. Slechts één club heeft deze prestatie weten te overtreffen: TTT Riga. Verder speelde de club nog een finale die verloren werd. In onderstaande tabel staan de uitslagen van de gewonnen finales vet en van de verloren finales cursief vermeld.
| Seizoen | Competitie       | Tegenstander        | Land | Uitslag | Stadion                                  |
| ------- | ---------------- | ------------------- | ---- | ------- | ---------------------------------------- |
| 2002/03 | EuroLeague Women | USV Olympic         | FRA  | 82 - 80 | Palais des sports du Prado, Bourges      |
| 2012/13 | EuroLeague Women | Fenerbahçe          | TUR  | 82 - 56 | Sportpaleis Oeralotsjka, Jekaterinenburg |
| 2014/15 | EuroLeague Women | ZVVZ USK Praag      | CZE  | 68 - 72 | Královka Arena, Praag                    |
| 2015/16 | EuroLeague Women | Nadezjda Orenburg   | RUS  | 72 - 69 | Ülker Sports Arena, Istanbul             |
| 2017/18 | EuroLeague Women | Sopron Basket       | HUN  | 72 - 53 | Aréna Sopron, Sopron                     |
| 2018/19 | EuroLeague Women | Dinamo Koersk       | RUS  | 91 - 67 | Aréna Sopron, Sopron                     |
| 2020/21 | EuroLeague Women | Perfumerías Avenida | ESP  | 78 - 68 | Volkswagen Arena, Istanbul               |